# 喬保安
喬保安(1846年—?)，字翼廷，号静之，盛京漢軍鑲黃旗人，清朝政治人物、同進士出身。
同治庚午举人，光緒六年（1880年），参加庚辰科殿試，登進士三甲第56名。同年五月，著分部學習。